# John Gerard Noonan

Wappen von John Gerard Noonan

John Gerard Noonan (* 26. Februar 1951 in Limerick) ist ein irisch-US-amerikanischer Geistlicher und Bischof von Orlando.

## Leben
John Gerard Noonan empfing am 23. September 1983 die Priesterweihe.
Papst Benedikt XVI. ernannte ihn am 21. Juni 2005 zum Weihbischof in Miami und Titularbischof von Bonusta. Der Erzbischof von Miami, John Clement Favalora, spendete ihm am 24. August desselben Jahres die Bischofsweihe; Mitkonsekratoren waren die Weihbischöfe in Miami Agustín Román und Felipe de Jesús Estévez.
Am 23. Oktober 2010 wurde er zum Bischof von Orlando ernannt und am 16. Dezember desselben Jahres in das Amt eingeführt. 